# Джордж Мартін (письменник)
Джордж Ре́ймонд Рі́чард Ма́ртін (англ. George Raymond Richard Martin; нар. 20 вересня 1948, Байонн (Нью-Джерсі)) — американський письменник-фантаст, сценарист і продюсер. Автор популярного циклу книг у жанрі фентезі «Пісня льоду й полум'я». Книги перекладені багатьма мовами.

## Життєпис
Народжений у родині працівника порту. Його родина мешкала в житловому комплексі федерального житлового проекту біля доків Байонне.
Навчався у школі Мері Джейн Донаг'ю та середній школі Маріста.
З дитинства захоплювався читанням, писав і продавав страшні історії сусідським дітям, в старших класах став прихильником коміксів видавництва Марвел.
Навчався в Північно-Західному університеті (Northwest University) в Еванстоні, штат Іллінойс. В 1970 році здобув ступінь бакалавра, в 1971 — магістра за спеціальністю «журналістика».
Водночас Мартін почав писати фантастичні оповідання. Його перше оповідання «Герой» (англ. The Hero), опубліковане в журналі Galaxy, здобуло премію «Г'юґо».
Мав бути призваним на військову службу під час війни у В'єтнамі, але ухилився від призову як Відмовник за ідейними міркуваннями. Замість армії у 1972—1974 роках проходив альтернативну службу в програмі VISTA при Cook County Legal Assistance Foundation, яка боролася з бідністю.
У 1973—1976 роках проводив шахові турніри для Continental Chess Association.
У 1976—1978 роках викладав журналістику в Clarke College, м. Дюбук, штат Айова.
У 1980-тих роках переїхав до Голлівуду, де працював сценаристом (серіал The Beauty and The Beast), редактором (серіал «Сутінкова зона»), продюсером (серіал Doorways).
1978 року публікується його перший роман «Світло, що вмирає», далі видається збірка оповідань «Піщані королі» (1981) та роман Windheaven (1981, у співавторстві з Лізою Татл).
Дитяче захоплення страшними історіями знаходить своє втілення в романі Fevre Dream (1982), який критики визнають однією з найкращих книг про вампірів.
Проте вершиною творчості письменника вважається фентезі-епопея «Пісня льоду й полум'я» (A Song of Ice and Fire), яку він розпочав 1996 року романом «Гра престолів» (A Game of Thrones). У 2005 році четверта книга серії — «Бенкет круків» (A Feast for Crows) очолила список бестселерів в рейтингу The New York Times.
2007 року письменник оголосив, що права на екранізацію всієї серії придбані HBO Productions. По кожній книзі з циклу буде відзнято фільм.

### Особисте життя
З 1975 по 1979 рік був одружений з Гейл Барнік (Gale Burnick), дітей не має. Мешкає в Санта-Фе, штат Нью-Мексико.

### Громадянська позиція
Під час російського вторгнення в Україну у етері вечірнього шоу «The Late Show» з Стівеном Кольбером заявив, що, через ядерні погрози Росії, «хотів би на одному з драконів із його книг полетіти до Кремля, щоб спалити його».

### Серія «Пісня льоду й полум'я»
- Гра престолів (1996, англ. A Game of Thrones);
- Битва королів (1998, англ. A Clash of Kings);
- Буря мечів (2000, англ. A Storm of Swords);
- Бенкет круків (2005, англ. A Feast for Crows);
- Танок драконів (2011, англ. A Dance with Dragons);
- Вітри зими (у роботі, англ. The Winds of Winter);
- Мрія про весну (запланована, англ. A Dream of Spring).

### Приквели до «Пісні льоду й полум'я»

#### Повісті
- Принцеса та королева[en] (2012, англ. The Princess and the Queen);
- Принц-вигнанець[en] (2014, англ. The Rogue Prince);
- Сини дракона[en] (2017, англ. The Sons of the Dragon).

#### Історія дому Таргарієнів
- Вогонь і кров. Том 1 — роман про історію дому Таргарієнів, однієї з сімей з його циклу книг «Пісня льоду та полум'я»;
- Сходження Дракона[en] — книга, яку Мартін оцінює, як своєрідне доповнення до «Вогонь і кров».

#### Лицар сімох королівств
До циклу також належать три новели, які, щоправда, не пов'язані з ним сюжетно. В Україні усі вони об'єднані у збірку під назвою «Лицар Сімох Королівств».
- Лицар-бурлака (1998, англ. The Hedge Knight);
- Присяжний меч (2003, англ. Sworn Sword);
- Таємничий лицар (2010, англ. The Mystery Knight).

### Інші твори

#### Романи
- Світло, що вмирає (1977, англ. Dying of the Light);
- Гавань вітрів[en] (1981, англ. Windhaven, у співавторстві з Лізою Таттл[en]);
- Мрії Февра[en] (1982, англ. Fevre Dream);
- Клапоть Армагеддону (1983, англ. The Armageddon Rag);
- Мисливські перегони (2007, у співавторстві з Ґарднером Дозуа та Шаблон:Нн)

#### Оповідання
- Містфаль приходить зранку (1973, англ. With Morning Comes Mistfall);
- Блокатор (1973, англ. Override);
- І вбивати людей не смій (1975, англ. And Seven Times Never Kill Man);
- Шлях хреста та дракона (1979, англ. The Way of Cross & Dragon).

#### Збірки оповідань
- Пісня для Лії (1974, англ. A Song for Lya);
- Пісні зірок і тіней[en] (1977, англ. Songs of Stars and Shadows);
- Піщані королі (1979, англ. Sandkings);
- Пісні, які співають мерці[en] (1983, англ. Songs the Dead Men Sing);
- Ночельоти та інші історії[en] (1985, англ. Nightflyers and Other Stories);
- Подорожі Тафа[en] (1987, англ. Tuf Voyaging);
- Портрети його дітей[en] (1987, англ. Portraits of His Children);
- Квартет[en] (2001, англ. Quartet);
- Пісні снів: Ретроспектива[en] (2006, англ. Dreamsongs: A RRetrospective).

#### Кіносценарії
- Двері між світами (1993, англ. Doorways).

## Нагороди
| Рік  | Нагорода                          | Категорія                                | Твір                                                 |
| ---- | --------------------------------- | ---------------------------------------- | ---------------------------------------------------- |
| 1975 | Премія Г'юґо                      | Найкращий роман                          | «Пісня для Лії» (A Song for Lya)                     |
| 1976 | Премія Локус                      | Найкращий роман                          | The Storms of Windhaven                              |
| 1977 | Премія Локус                      | Найкраща авторська колекція              | «Пісня для Лії» (A Song for Lya)                     |
| 1979 | Премія «Неб'юла»                  | Найкраща коротка повість                 | «Піщані королі» (Sandkings)                          |
| 1980 | Премія Г'юґо                      | Найкраща коротка повість                 | «Піщані королі» (Sandkings)                          |
| 1980 | Премія Г'юґо                      | Найкраще оповідання                      | «Шлях хреста та дракона» (The Way of Cross & Dragon) |
| 1980 | Премія Локус                      | Найкраща коротка повість                 | «Піщані королі» (Sandkings)                          |
| 1980 | Премія Локус                      | Найкраще оповідання                      | «Шлях хреста та дракона» (The Way of Cross & Dragon) |
| 1981 | Премія Локус                      | Найкращий роман                          | Ночеліт                                              |
| 1982 | Daikon (японський аналог «Г'юґо») | Найкращий іноземний роман                | Ночеліт                                              |
| 1982 | Премія Локус                      | Найкраща повість                         | Guardians                                            |
| 1982 | Премія Локус                      | Найкраща колекція одного автора          | «Піщані королі» (Sandkings)                          |
| 1984 | Премія Балрог                     | Роман                                    | The Armageddon Rag                                   |
| 1984 | Премія «Гігамеш»                  | Найкращий роман                          | Fevre Dream                                          |
| 1984 | Премія Локус                      | Найкраща повість                         | The Monkey Treatment                                 |
| 1985 | Премія «Неб'юла»                  | Найкраща повість                         | Portraits of His Children                            |
| 1987 | Премія «Гігамеш»                  | Найкраща антологія/колекція              | Songs the Dead Men Sing                              |
| 1987 | Daedelus                          |                                          | Wild Cards                                           |
| 1987 | Премія Брема Стокера              | Роман                                    | The Pear-Shaped Man                                  |
| 1988 | Всесвітня премія фентезі          | Роман                                    | The Skin Trade                                       |
| 1989 | Премія «Гігамеш»                  | Найкращий роман                          | Tuf Voyaging                                         |
| 1997 | Премія Г'юґо                      | Найкраща повість                         | «Кров дракона» (Blood of the Dragon)                 |
| 1997 | Премія Локус                      | Найкращий фантастичний роман             | «Гра престолів» (A Game of Thrones)                  |
| 1999 | Премія Локус                      | Найкращий фантастичний роман             | «Битва королів» (A Clash of Kings)                   |
| 2002 | Премія «Ґеффен»                   | Найкращий перекладений фентезійний роман | «Буря мечів» (A Storm of Swords)                     |
| 2013 | Премія «Ґеффен»                   | Найкращий перекладений фентезійний роман | «Танок драконів» (A Dance with Dragons)              |

## Переклади українською
Українською серію видає KM Books починаючи з 2012 року. Станом на початок 2017 року українською мовою друком всі п'ять частин епопеї «Пісня льоду й полум'я» вже вийшли у видавництвом «KM Books». У 2017 видавництво KM Books також видало український переклад збірки оповідань «Лицар Сімох Королівств», що виступає як пріквел до основної серії романів. Переклад всіх книг здійснила Наталя Тисовська.
Серія «Пісня льоду й полум'я»
- Мартін, Джордж Р. Р. (2013). Гра престолів. Пісня льоду й полум'я. Т. Книга 1. Переклад з англ.: Наталя Тисовська. Київ: Країна Мрій. 800 стор. ISBN 978-617-538-178-6. {{cite book}}: стрип-маркер templatestyles в |інші= на позиції 12 (довідка)
- Мартін, Джордж Р. Р. (2014). Битва королів. Пісня льоду й полум'я. Т. Книга 2. Переклад з англ.: Наталя Тисовська. Київ: Країна Мрій. 864 стор. ISBN 978-617-538-325-4. {{cite book}}: стрип-маркер templatestyles в |інші= на позиції 12 (довідка)
- Мартін, Джордж Р. Р. (2015). Буря мечів. Пісня льоду й полум'я. Т. Книга 3. Переклад з англ.: Наталя Тисовська. Київ: Країна Мрій. 1152 стор. ISBN 978-617-538-399-5. {{cite book}}: стрип-маркер templatestyles в |інші= на позиції 12 (довідка)
- Мартін, Джордж Р. Р. (2016). Бенкет круків. Пісня льоду й полум'я. Т. Книга 4. Переклад з англ.: Наталя Тисовська. Київ: KM Books. 832 стор. ISBN 978-617-7409-11-2. {{cite book}}: стрип-маркер templatestyles в |інші= на позиції 12 (довідка)
- Мартін, Джордж Р. Р. (2018). Танок драконів. Пісня льоду й полум'я. Т. Книга 5. Переклад з англ.: Наталя Тисовська. Київ: KM Books. 1152 стор. ISBN 978-617-7535-75-0. {{cite book}}: стрип-маркер templatestyles в |інші= на позиції 12 (довідка)

Інші книги
- Мартін, Джордж Р. Р. (2017). Лицар Сімох Королівств. Переклад з англ.: Наталя Тисовська. Київ: KM Books. 320 стор. ISBN 978-617-7498-65-9. {{cite book}}: стрип-маркер templatestyles в |інші= на позиції 12 (довідка)
- Мартін, Джордж Р. Р. (2018). Ночеліт. Переклад з англ.: Роксолана Машкова, Олександр Руденко, Ната Гриценко. Київ: KM Books. 400 стор. ISBN 978-966-948-097-2. {{cite book}}: стрип-маркер templatestyles в |інші= на позиції 12 (довідка)
- Мартін, Джордж Р. Р. (2018). Вогонь і кров. Переклад з англ.: Наталя Тисовська. Київ: KM Books. 821 стор. ISBN 978-966-948-169-6. {{cite book}}: стрип-маркер templatestyles в |інші= на позиції 12 (довідка)

З 2012 року перекладач В'ячеслав Бродовий викладає у мережі власний неофіційний переклад романів та повістей епопеї («Пісня льоду та вогню»), у якому використовує елементи мовно-культурної адаптації створеної автором атмосфери до українських старожитностей. Йому ж належать переклади творів Мартіна «Заплотний лицар», «Служивий мечник», «Таємничий лицар», «Принцеса і королева, або Чорні та зелені».
2012 року неофіційний український переклад прологу першого роману епопеї виконано Віталієм Данмером.

## Кіноадаптації
- Серіал «Ночеліт», 2018
- Серіал «Гра престолів», 2011
- Серіал «Дім Драконів», 2022